# Fusidomus pulicaris
Fusidomus pulicaris är en svampart som beskrevs av Grove 1929. Fusidomus pulicaris ingår i släktet Fusidomus och familjen Nectriaceae.   Inga underarter finns listade i Catalogue of Life.